# 孤独な旅人 (曲)
「孤独な旅人」（こどくなたびびと）は、エレファントカシマシの11枚目のシングル。1996年7月19日にポニーキャニオンよりリリース。規格品番はPCDA-00881。廃盤。

## 解説
- 8thアルバム『ココロに花を』の先行シングルとしてリリースされた。
- 本作収録の2曲は共に上記アルバムに収録された。
- 「花畑のセットの中でメンバーが演奏する」という内容のプロモーションビデオが製作されている。
- リリース当時、NHK歌番組「ポップジャム」に本曲で出演。歌唱中、宮本はマイクスタンドを蹴り倒し、石森のギターを奪い取ってシャツを脱がせ、途中から石森は上半身裸で何もせず棒立ちのままだが演奏は止まっていないというカラオケパフォーマンスを行った。

## 収録曲
1. 孤独な旅人 (5:14)
（作詞・作曲：宮本浩次　編曲：宮本浩次・土方隆行）
NHK-FM ミュージックスクエア 8,9月度エンディングテーマ
JR東日本CMソング
2. Baby自転車 (4:34)
（作詞・作曲：宮本浩次　編曲：宮本浩次・佐久間正英）